# Hydriomena meinheiti
Hydriomena meinheiti là một loài bướm đêm trong họ Geometridae.